# Battaglia di Fidene (504 a.C.)
La battaglia di Fidene del 504 a.C. si svolse nei primi anni della Repubblica romana, tra l'esercito romano, guidato dai consoli romani Publio Valerio Publicola e Tito Lucrezio Tricipitino, ed una coalizione nemica, formata da Fidenati e Sabini, guidata da Sesto Tarquinio, figlio del deposto re Tarquinio il Superbo. I Romani ebbero la meglio.

## Antefatto
Roma, dopo varie peripezie, era riuscita a resistere all'assedio portato alla città dagli etruschi di Chiusi guidati da Porsenna, ma i diversi popoli vicini, speravano che ne fosse comunque rimasta indebolita, tanto da poterla attaccare.
Tra questi i Sabini e le città vicine di Fidenae e Cameria, che posero i propri uomini sotto il comando di Sesto Tarquinio. È in questo frangente che Appio Claudio, capostipite della Gens Claudia, decise di abbandonare Fidenae per trasferirsi a Roma.

## La battaglia
Sesto divise i propri uomini in due forze, ponendola una dentro le mura cittadine, e l'altra poco fuori; Valerio accampò i propri uomini davanti a quelli nemici fuori città, mentre Valerio accampò i propri in posizione intermedia tra le mura cittadine e lo schieramento nemico all'esterno.
Il disegno di Sesto era di sorprendere gli accampamenti romani di notte, facendo uscire dalla città il contingente che vi stanziava, con armi leggere per non fare rumore, e una volta riunite le proprie forze, attaccare i due accampamenti con il favore delle tenebre. Ma il piano non rimase segreto a causa della defezione di un uomo che ne raccontò i dettagli a Valerio che, dopo averne verificato l'autenticità, ne informò il collega console.
Così, quando i Sabini uscirono da Fidenae, trovarono i romani pronti a combatterli e farne scempio. Negli scontri, che presto si tramutarono in una rotta precipitosa, perirono 13 000 tra Sabini ed alleati, e 4 200 uomini furono fatti prigionieri.
Fidenae fu assediata e presa solo qualche giorno dopo. I Romani, dopo aver giustiziato i capi della rivolta, vi lasciarono una guarnigione. Per questa vittoria i due consoli ebbero il trionfo a Roma.

### Fonti primarie
- Dionigi di Alicarnasso, Antichità romane, V, 40-43.